# Proailurus
Proailurus este un felid carnivor dispărut, care a trăit în Europa și Asia cu aproximativ 25 milioane de ani în urmă, în Oligocenul târziu și Miocen. Fosilele au fost găsite în Mongolia, Germania și Spania. O filogenie recentă îl plasează ca membru de bază al Feliformiei, subordonată care include manguste, civete, hiene și pisici; alte studii sugerează că a fost o felidă (o pisică adevărată). 
Proailurus era un animal compact și mic, puțin mai mare decât pisica domestică, cu o greutate de aproximativ 9 kilograme. Avea o coadă lungă, ochi mari și gheare și dinți ascuțite, cu proporții similare cu viveridele moderne. Ghearele sale ar fi putut fi retrase într-o anumită măsură. Ca și viveridele, Proailurus a fost cel puțin parțial arboric. 
Proailurus a fost un strămoș probabil al lui Pseudaelurus, care a trăit cu 20-10 milioane de ani în urmă, și probabil a dat naștere la liniile felide majore, inclusiv la machairodontinele extinse și la felinele și panterele existente, deși filogenia pisicilor nu este încă exact cunoscută.